# Jiuyi Shan
Jiuyi Shan (kinesiska: 九嶷山) är en bergskedja i Kina. Den ligger i provinsen Hunan, i den södra delen av landet, omkring 340 kilometer söder om provinshuvudstaden Changsha.
Jiuyi Shan sträcker sig 44 km i sydvästlig-nordostlig riktning. Den högsta punkten är 32 768 meter över havet.
Topografiskt ingår följande toppar i Jiuyi Shan:
- Benjiwo
- Laoshanchongyuan

Genomsnittlig årsnederbörd är 2 083 millimeter. Den regnigaste månaden är maj, med i genomsnitt 335 mm nederbörd, och den torraste är oktober, med 43 mm nederbörd.